# 村山齊
村山齊（日语：／ Murayama Hitoshi，1964年3月21日—）是一名日本物理學家，在粒子物理學和宇宙學領域都有突出的貢獻。他目前是加州大學柏克萊分校理論物理中心的教授，以及東京大學科維理宇宙物理學與數學研究所的主任。

## 生平
於1964年出生於日本東京，1986年在東京大學獲得物理學學士學位，1991年獲得博士學位。1993年，他移居美國，進入勞倫斯伯克利國家實驗室擔任博士後研究員。1995年，他被任命為加州大學柏克萊分校的副教授，並於2000年成為物理系的全職教授。2007年起，他是東京大學科維理宇宙物理學與數學研究所的創始主任。此外，2016年起，他是歐洲核子研究中心的訪問科學家。
2013年，他獲選為美國文理科學院院士及美國物理學會會士。2014年10月，他在聯合國總部舉行的歐洲核子研究中心60週年紀念活動上發表了題為「科學促進和平與發展」的特邀演講。

## 科學工作
村山齊曾參與神岡天文台的KamLAND中微子實驗，這是日本富山市附近的一個地下中微子探測器。KamLAND合作項目在2016年獲得基礎物理學突破獎。
1998年，村山齊、吉安·朱迪切、馬庫斯·魯迪（Markus Luty）和里卡多·拉塔齊發現異常介導的超對稱破缺，這是一種微妙的量子力學機制，能在超重力中提供超規範子質量。

## 荣誉
- 洪堡研究奖（2018）[5]
- 基礎物理學突破獎，作為KamLAND（英语：Kamioka Liquid Scintillator Antineutrino Detector）合作的成員
- 西宫汤川纪念奖
- 美國物理學會會士
- 日本學術會議委員
- 美國文理科學院院士
- 斯隆研究學者[6][7]
- 2012年大衛·薩克遜講座（UCLA） （页面存档备份，存于）

## 外部連結
- Hickok, Kimberly. . symmetry magazine.   [2022-11-04]. （原始内容存档于2023-03-20） （英语）.